# Muzeum Słowińskiego Parku Narodowego
Muzeum Słowińskiego Parku Narodowego – muzeum z siedzibą we wsi Czołpino (powiat słupski). Placówka jest prowadzona przez Słowiński Park Narodowy i oprócz macierzystej placówki posiada dwie filie: w Łebie-Rąbce oraz Rowach.

## Muzeum
Placówka powstała w 1974 roku i od momentu powstania była wielokrotnie modernizowana. Jej ekspozycja poświęcona jest ekosystemom, występującym na terenie Parku: morzu, plaży, wydmom, lasowi i jeziorom. W ramach wystawy prezentowana jest fauna i flora Parku oraz eksponaty pochodzące z wykopalisk archeologicznych na jego terenie.
Do 2019 roku siedziba muzeum mieściła się w Smołdzinie, w tym samym roku została przeniesiona do pobliskiego Czołpina.

## Filia w Rąbce
Wystawa została otwarta w 1992 roku. Aktualnie ekspozycja filii poświęcona jest przede wszystkim wydmom, ze szczególnym uwzględnieniem procesów zachodzących na Mierzei Łebskiej (geneza, formy ekspansji, kształty). Ponadto ukazane są występujące na wydmach rośliny i zwierzęta.

## Filia w Rowach
Filia wraz z wystawą powstała w 2002 roku. Prezentowana w niej ekspozycja nosi nazwę "Plaża – cztery pory roku" i jest poświęcona przeobrażeniom oraz procesom, jakie zachodzą w tym środowisku podczas roku kalendarzowego.
Muzeum jest obiektem całorocznym. W okresie od 1 maja do 30 września jest placówką czynną codziennie, natomiast w pozostałym okresie – z wyjątkiem świąt i dni wolnych. Zwiedzanie filii jest możliwe: dla wszystkich w sezonie letnim (Rąbka: 1 maja – 30 września, Rowy: 1 lipca – 31 sierpnia), natomiast w pozostałych okresach – wyłącznie dla uczestników zajęć dydaktycznych. Wstęp do muzeum jest płatny.

## Galeria

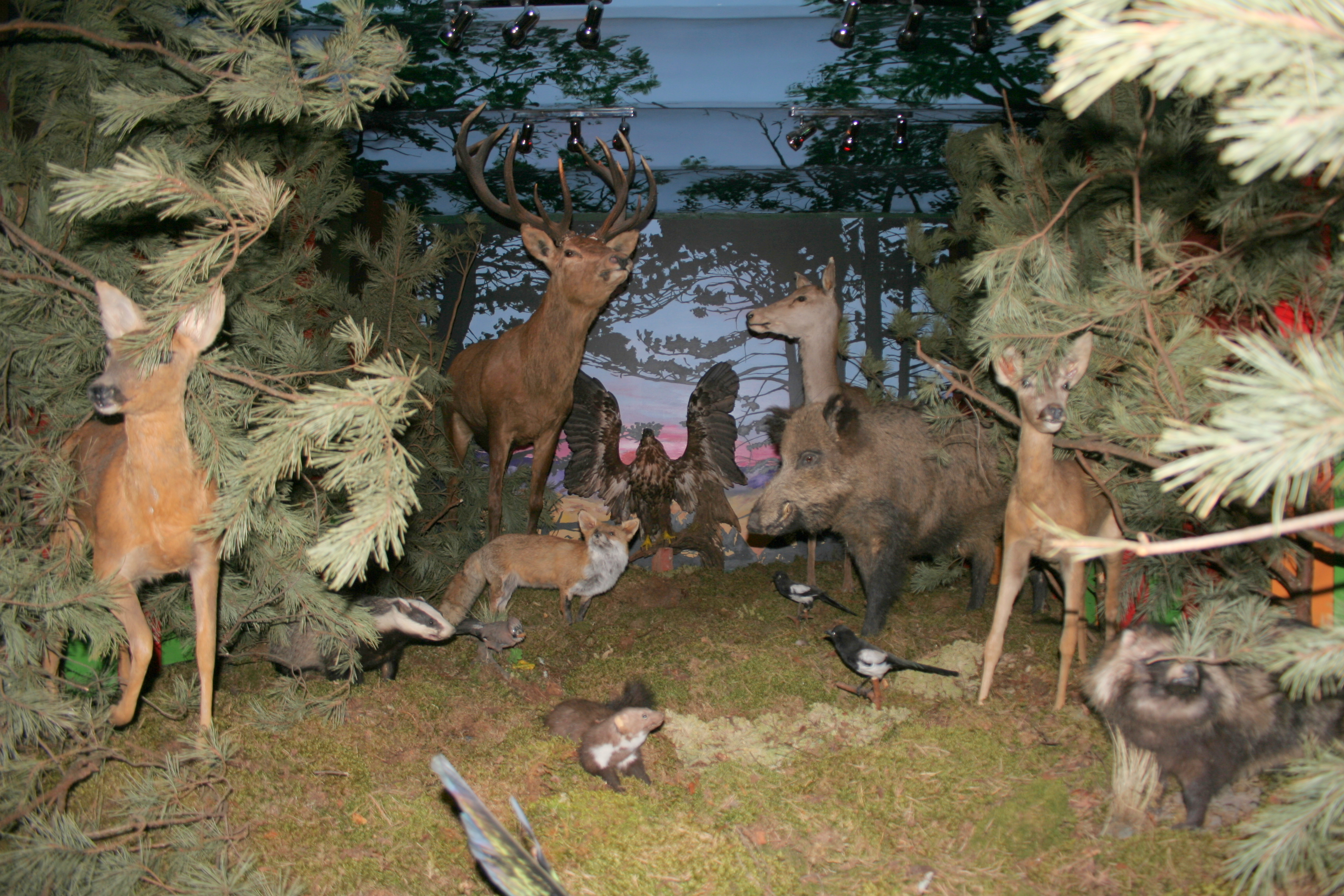
Fragment muzealnej ekspozycji
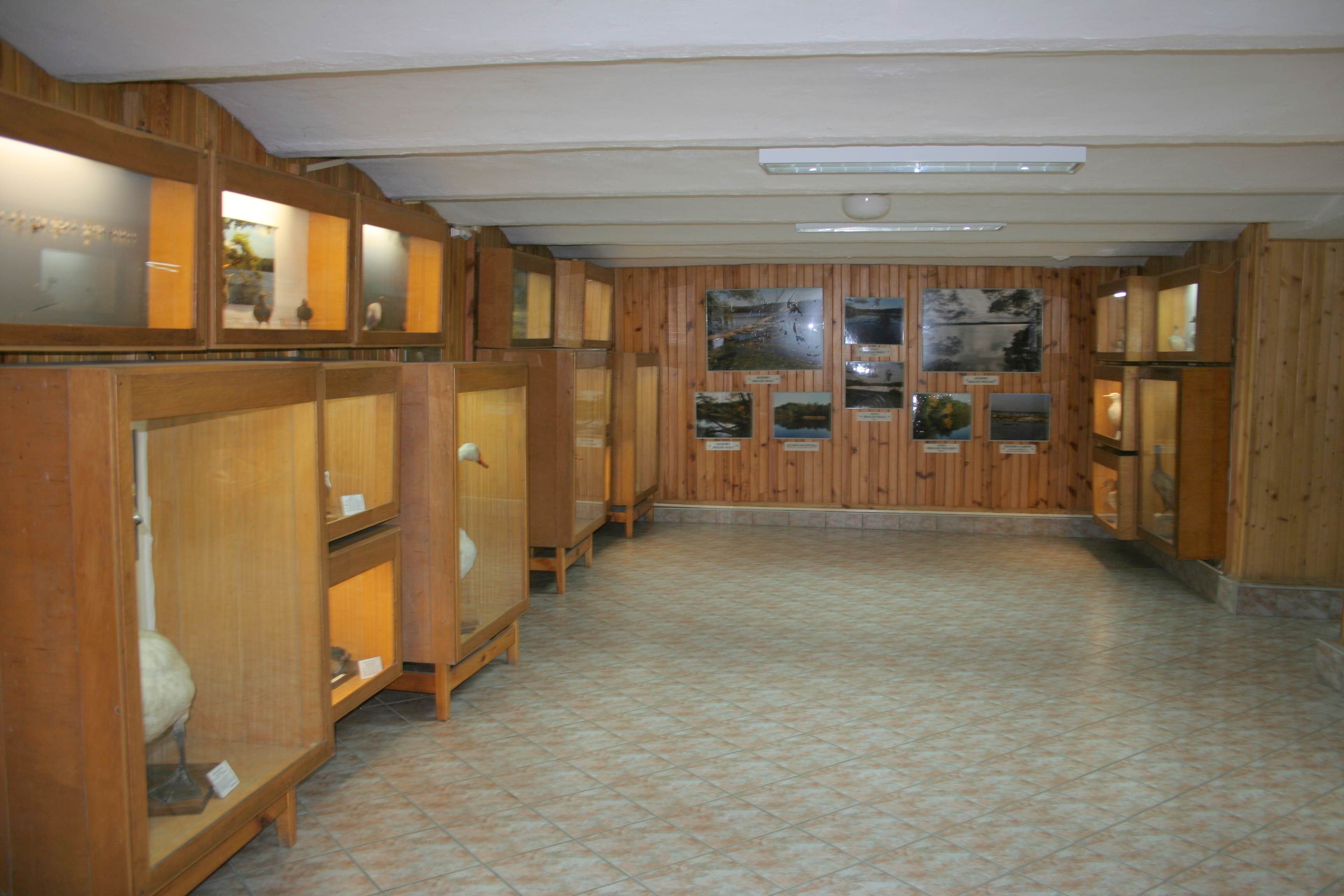
Fragment muzealnej ekspozycji
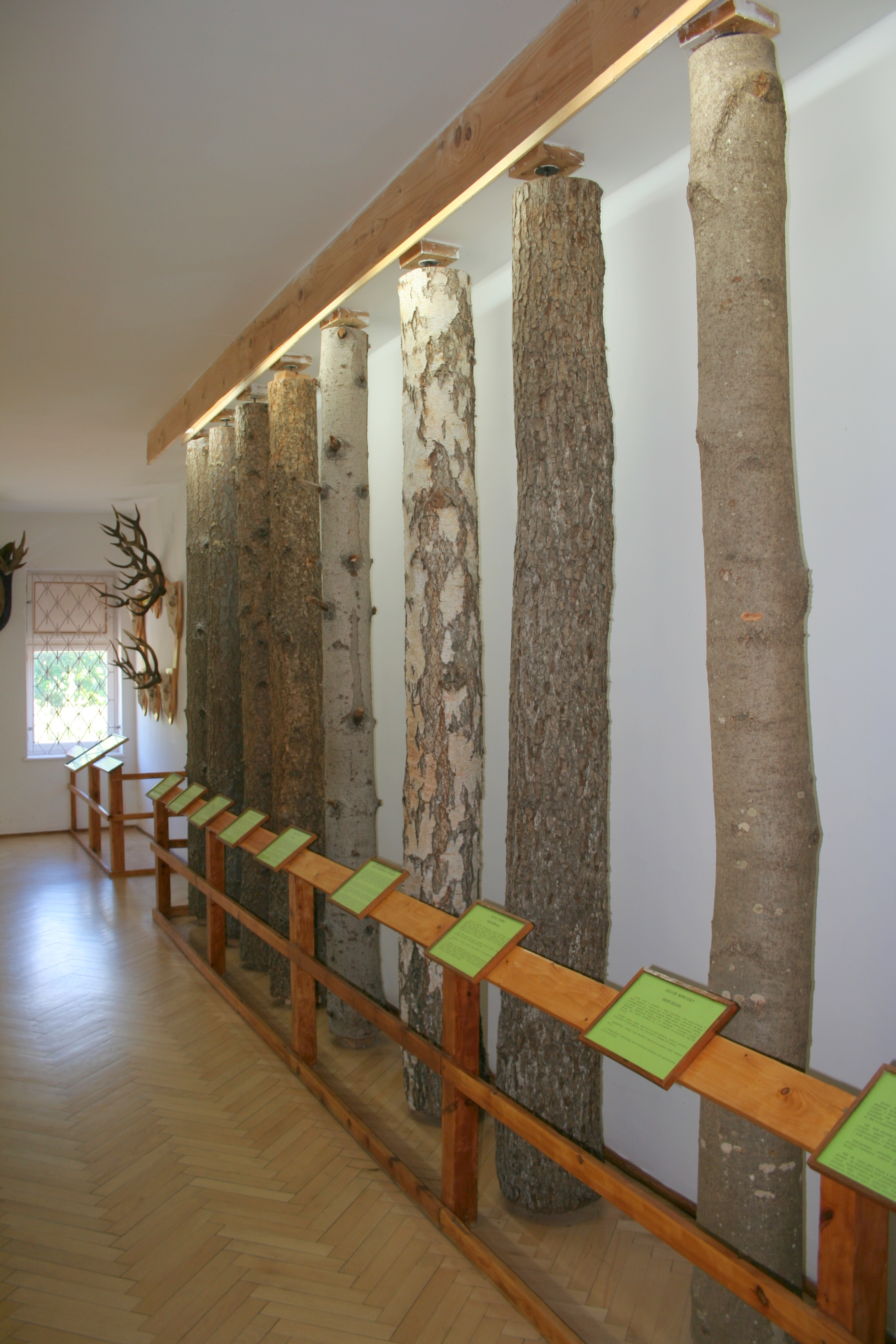
Fragment muzealnej ekspozycji
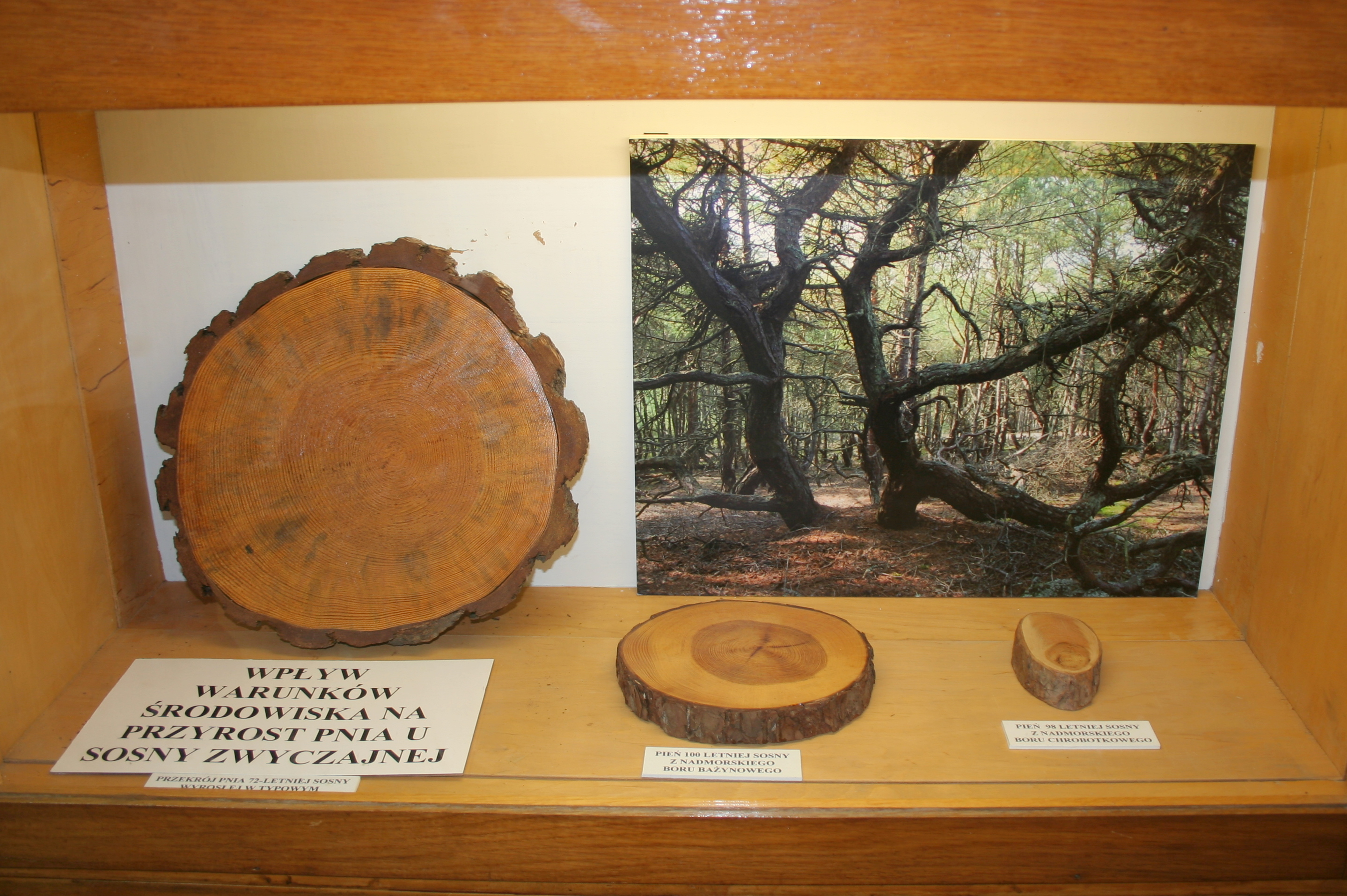
Fragment muzealnej ekspozycji
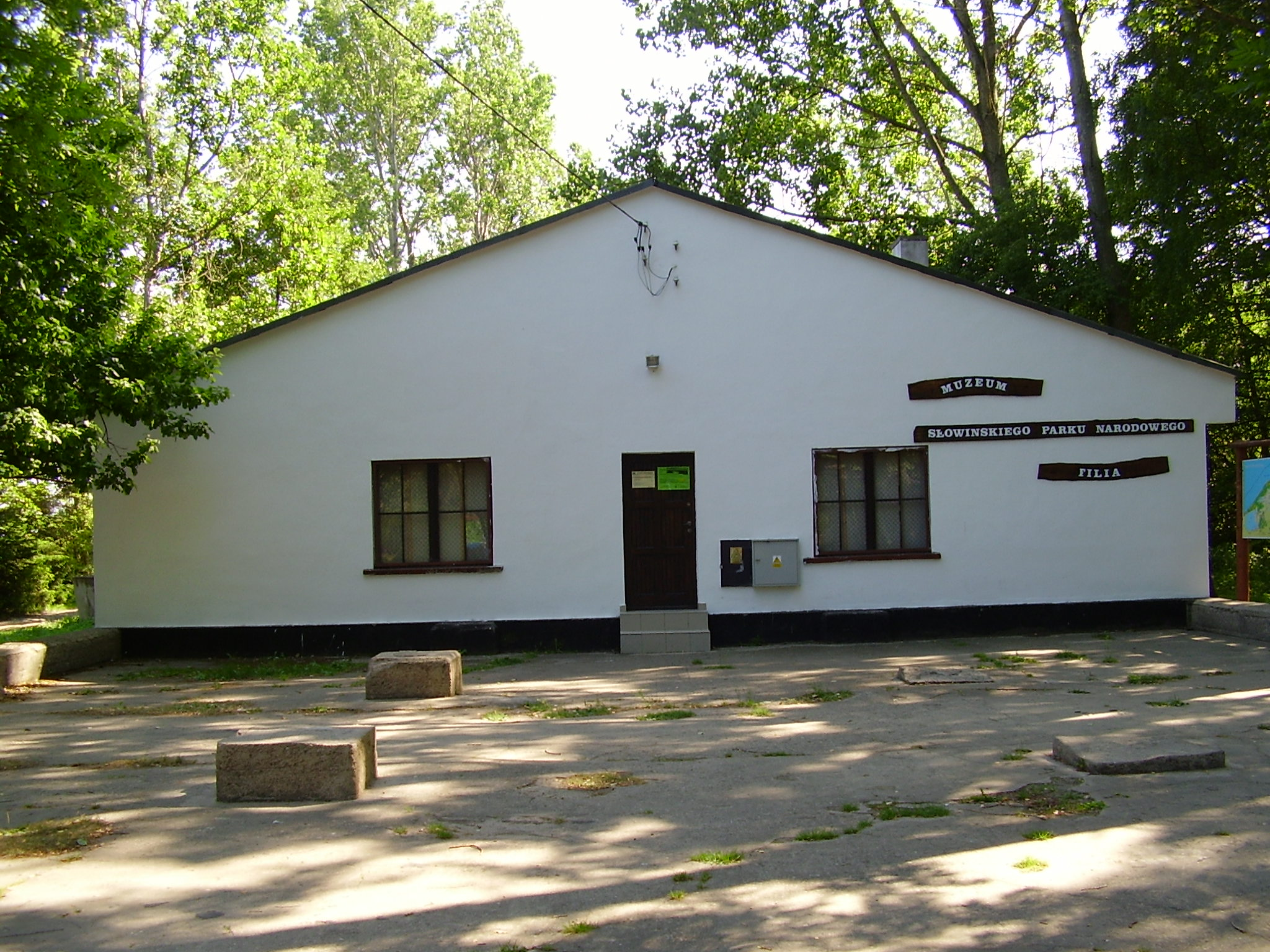
Filia Muzeum w Rąbce